# City-Pier-City Loop 1999
De 25e editie van de City-Pier-City Loop vond plaats op zondag 27 maart 1999.
De wedstrijd bij mannen werd gewonnen door de Keniaan Isaac Chemobo in 1:01.00. Op de finish had hij slechts twee seconden voorsprong op zijn landgenoot Patrick Sang. Albert Okemwa maakte het Keniaanse podium compleet door derde te worden in 1:01.06. De Roemeense Cristina Pomacu besliste de wedstrijd bij de vrouwen in haar voordeel en finishte in 1:10.02 als eerste. 
De wedstrijd was tevens het toneel van het Nederlands kampioenschap halve marathon. De nationale titels werden geworden door Greg van Hest (vierde in 1:01.10) en Irma Heeren (derde in 1:11.21).

## Uitslagen

### Mannen
| rang   | naam                | land | tijd    | NK     |
| ------ | ------------------- | ---- | ------- | ------ |
| Goud   | Isaac Chemobo       | KEN  | 1:01.00 |        |
| Zilver | Patrick Sang        | KEN  | 1:01.02 |        |
| Brons  | Albert Okemwa       | KEN  | 1:01.06 |        |
| 4      | Greg van Hest       | NED  | 1:01.10 | Goud   |
| 5      | Joseph Kibor        | KEN  | 1:01.12 |        |
| 6      | Philip Singoei      | KEN  | 1:01.20 |        |
| 7      | Wilson Musto        | KEN  | 1:02.22 |        |
| 8      | Marco Gielen        | NED  | 1:02.39 | Zilver |
| 9      | Charles Omwoyo      | KEN  | 1:02.46 |        |
| 10     | Giovanni Ruggiero   | ITA  | 1:02.46 |        |
| 11     | Jean-Paul Gahimbare | BDI  | 1:03.00 |        |
| 12     | Guy Fays            | BEL  | 1:03.08 |        |
| 13     | Aiduna Aitnafa      | ETH  | 1:03.12 | Brons  |
| 14     | Martin Lauret       | NED  | 1:03.17 | 4e     |
| 15     | Francis Mbiu        | KEN  | 1:03.40 |        |
| 16     | Joseph Sitienei     | KEN  | 1:03.44 |        |
| 17     | Sergey Shalomeyev   | RUS  | 1:03.45 |        |
| 18     | Alfred Shemveta     | TAN  | 1:03.46 |        |
| 19     | Luc Krotwaar        | NED  | 1:03.48 | 5e     |
| 20     | Spencer Newport     | ENG  | 1:03.49 |        |
| 21     | Jeroen van Damme    | NED  | 1:03.59 | 6e     |
| 22     | Robert Smits        | NED  | 1:04.10 | 7e     |
| 23     | Magnus Bergman      | SWE  | 1:04.29 |        |
| 24     | Oleg Otmakhov       | RUS  | 1:04.33 |        |
| 25     | Peter Visser        | NED  | 1:04.54 | 8e     |

### Vrouwen
| rang   | naam                   | land | tijd    | NK     |
| ------ | ---------------------- | ---- | ------- | ------ |
| Goud   | Cristina Pomacu        | ROU  | 1:10.02 |        |
| Zilver | Maria Guida            | ITA  | 1:11.09 |        |
| Brons  | Irma Heeren            | NED  | 1:11.21 | Goud   |
| 4      | Simona Staicu          | ROU  | 1:11.33 |        |
| 5      | Wilma van Onna         | NED  | 1:11.37 | Zilver |
| 6      | Angelina Kanana        | KEN  | 1:11.40 |        |
| 7      | Judith Kiplimo         | KEN  | 1:12.46 |        |
| 8      | Nadezhda Wijenberg     | NED  | 1:13.31 | Brons  |
| 9      | Erica Souverein        | NED  | 1:15.46 | 4e     |
| 10     | Joanna Thompson        | ENG  | 1:15.51 |        |
| 11     | Vivian Ruijters        | NED  | 1:16.12 | 5e     |
| 12     | Anna Rybicka           | POL  | 1:16.22 |        |
| 13     | Irena Sadkova          | CZE  | 1:16.28 |        |
| 14     | Carla Beurskens        | NED  | 1:16.32 | 6e     |
| 15     | Liesbeth van de Heuvel | NED  | 1:17.01 | 7e     |
| 16     | Jacqueline Rustidge    | NED  | 1:17.22 | 8e     |
| 17     | Miranda Boonstra       | NED  | 1:17.44 | 9e     |
| 19     | Sonja Deckers          | BEL  | 1:18.46 |        |

1975 ·
1976 ·
1977 ·
1978 ·
1979 ·
1980 ·
1981 ·
1982 ·
1983 ·
1984 ·
1985 ·
1986 ·
1987 ·
1988 ·
1989 ·
1990 ·
1991 ·
1992 ·
1993 ·
1994 ·
1995 ·
1996 ·
1997 ·
1998 ·
1999 ·
2000 ·
2001 ·
2002 ·
2003 ·
2004 ·
2005 ·
2006 ·
2007 ·
2008 ·
2009 ·
2010 ·
2011 ·
2012 ·
2013 ·
2014 ·
2015 ·
2016 ·
2017 ·
2018 ·
2019 (afgelast) ·
2020 ·
2021 (afgelast) ·
2022 ·
2023 ·
2024
1992 · 
1993 · 
1994 · 
1995 · 
1996 · 
1997 ·
1998 ·
1999 · 
2000 · 
2001 · 
2002 · 
2003 · 
2004 · 
2005 · 
2006 · 
2007 · 
2008 · 
2009 · 
2010 · 
2011 · 
2012 · 
2013 · 
2014 · 
2015 · 
2016 ·
2017 ·
2018 ·
2019 ·
2022 ·
2023